# Davide De Cassan
Davide De Cassan (* 4. Januar 2002 in Riva del Garda) ist ein italienischer Radrennfahrer.

## Sportlicher Werdegang
Zum Radsport kam De Cassan im Alter von 15 Jahren, zunächst war er parallel auf der Straße und auf dem Mountainbike unterwegs. Erst als Junior spezialisierte er sich auf den Straßenradsport. Mit dem Wechsel in die U23 wurde er 2021 Mitglied im italienischen Cycling Team Friuli ASD. Bis zur Saison 2022 blieb er ohne zählbare Ergebnisse, zeigte aber mit mehreren Platzierungen in den Top 10 in der Gesamtwertung verschiedener Rundfahrten, unter anderem mit Platz 9 beim Giro della Valle d’Aosta und Platz 10 bei der Slowakei-Rundfahrt 2022, sein Potential als Bergfahrer. In der Saison 2023 erzielte er mit dem Gewinn des Grand Prix Gorenjska seinen ersten Sieg bei einem UCI-Rennen.
Zur Saison 2024 erhielt De Cassan einen Vertrag beim Team Polti Kometa, zuvor wurde er in der Saison 2023 bereits als Stagiaire beim UCI ProTeam eingesetzt. Bestes Saisonergebnis 2024 war der sechste Gesamtrang bei der Tour de Taiwan.

## Erfolge
2023
- Grand Prix Gorenjska
- Mannschaftszeitfahren Carpathian Couriers Race
- Nachwuchswertung Oberösterreich-Rundfahrt